# پلاستیک بینگهام

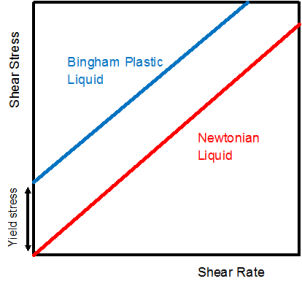
مقایسه رفتار تنش برشی-سرعت برشی سیال نیوتنی و سیال پلاستیک بینگهام

پلاستیک بینگهام (به انگلیسی: Bingham plastic)، قانون بینگهام یا قانون بینگهام-شودوف (به انگلیسی: Bingham-Shvedov law) مدلی برای رفتار سیالات غیرنیوتنی است که دارای استحکام تسلیم هستند. این پدیده برای اولین بار توسط شودوف مشاهده شد و سپس بینگهام آن را به صورت قانون خطی با عرض از مبدأ بیان کرد.اجسام بینگهام با حضور ذرات لخته شده در سوسپانسیون های غلیظ همراه است که در نتیجه ساختاری پیوسته در سراسر سیستم ایجاد می شود. یک مقدار تسلیم به دلیل تماس بین ذرات مجاور، ناشی از نیروهای واندروالس وجود دارد، که برای وقوع جریان باید بر آن غلبه کرد.این مدل به صورت عمومی به شکل زیر بیان می‌شود:
{\displaystyle {\begin{cases}\tau \geq \tau _{0},&\tau =\tau _{0}+\eta _{p}\gamma \\\tau \leq \tau _{0},&\gamma =0\end{cases}}}
که در آن:
{\displaystyle \tau }، تنش برشی اعمالی
{\displaystyle \tau _{0}}، تنش تسلیم
{\displaystyle \eta _{p}}، ویسکوزیته پلاستیک و
{\displaystyle \gamma }، سرعت برشی است.